# Museo di scienze naturali di Barcellona
Il Museo di scienze naturali di Barcellona (in catalano: Museu de Ciències Naturals de Barcelona; in spagnolo: Museo de Ciencias Naturales de Barcelona) è un museo multifunzionale e polivalente situato a Barcellona. 
Nel 2011 il museo si è trasferito nell'Edificio Forum, costruito dagli architetti svizzeri Jacques Herzog e Pierre de Meuron (Herzog & de Meuron) e originariamente destinato al Forum Universale delle Culture del 2004.